# شهرداری مرسراگس
شهرداری مرسراگس (به لاتین: Mērsrags Municipality) یک شهرداری در لتونی است. شهرداری مرسراگس ۱٬۸۳۲ نفر جمعیت دارد.